# Sedella
Sedella – gmina w Hiszpanii, w prowincji Malaga, w Andaluzji, o powierzchni 31,62 km². W 2011 roku gmina liczyła 716 mieszkańców.